# اوتیس تورپ
اوتیس تورپ (انگلیسی: Otis Thorpe؛ زاده ۵ اوت ۱۹۶۲) یک ورزشکار است.